# Calmels-et-le-Viala
Calmels-et-le-Viala település Franciaországban, Aveyron megyében. Lakosainak száma 186 fő (2022. január 1.). Calmels-et-le-Viala Les Costes-Gozon, Saint-Affrique, Saint-Izaire, Saint-Juéry és Vabres-l’Abbaye községekkel határos.

## Népesség
A település népessége az elmúlt években az alábbi módon változott:
| Lakosok száma | 303  | 211  | 214  | 236  | 220  | 213  | 208  | 208  | 201  | 186  |
|               | 1968 | 1982 | 1990 | 2006 | 2013 | 2015 | 2017 | 2019 | 2020 | 2022 |